# Sycetta antarctica
Sycetta antarctica är en svampdjursart som beskrevs av Brøndsted 1931. Sycetta antarctica ingår i släktet Sycetta och familjen Sycettidae. Inga underarter finns listade i Catalogue of Life.